# Hui Ruoqi
Hui Ruoqi (惠若琪S, Huì RuòqíP; Dalian, 4 marzo 1991) è una pallavolista cinese.
Gioca nel ruolo di schiacciatrice nello Jiangsu Zhongtian Gangtie Nuzi Paiqiu Julebu.

## Carriera
La carriera professionistica di Hui Ruoqi inizia nella stagione 2006-07, quando debutta nella Volleyball League A cinese con la maglia dello Jiangsu Zuni Paiqiu Dui, terminando il campionato in terza posizione: al termine dell'annata ottiene, appena sedicenne, le prime convocazioni nella nazionale cinese; in questi anni gioca anche nella selezione juniores, vincendo la medaglia d'argento al campionato mondiale 2007 e quella di bronzo al campionato asiatico e oceaniano 2008.
Nella stagione 2008-09 si classifica ancora una volta al terzo posto in campionato, per poi entrare stabilmente in nazionale per il nuovo ciclo olimpico: con la nazionale si aggiudica nel 2009 la medaglia d'argento al campionato asiatico e oceaniano, nel 2011 l'oro campionato asiatico e oceaniano ed il bronzo alla Coppa del Mondo, mentre nel 2012 vince la medaglia d'argento alla Coppa asiatica, dove viene premiata come miglior servizio, per poi partecipare ai Giochi della XXX Olimpiade di Londra.
Nella stagione 2013-14 approda in prestito al Guangdong Hengda Nuzi Paiqiu Julebu, classificandosi al quarto posto in campionato; con la nazionale vince la medaglia d'argento al campionato mondiale. Nella stagione successiva ritorna allo Jiangsu Zhongtian Gangtie Nuzi Paiqiu Julebu, dove, dopo aver vinto la stagione regolare, termina l'annata in terza posizione, venendo comunque premiata come MVP e miglior schiacciatrice del campionato. Con la nazionale vince la medaglia d'oro al campionato asiatico e oceaniano 2015 e, nel 2016, ai Giochi della XXXI Olimpiade.

## Palmarès

### Nazionale (competizioni minori)
- Campionato mondiale juniores 2007
- Campionato asiatico e oceaniano juniores 2008
- Montreux Volley Masters 2009
- Montreux Volley Masters 2010
- Montreux Volley Masters 2011
- Coppa asiatica 2012
- Montreux Volley Masters 2016

### Premi individuali
- 2010 - Montreux Volley Masters: Miglior ricevitrice
- 2011 - World Grand Prix: Galaxy Award
- 2012 - Coppa asiatica: Miglior servizio
- 2015 - Volleyball League A cinese: MVP
- 2015 - Volleyball League A cinese: Miglior schiacciatrice
- 2016 - Montreux Volley Masters: Miglior schiacciatrice
- 2016 - Montreux Volley Masters: MVP